# Le Berceau vide
 (juin 2015).
Si vous disposez d'ouvrages ou d'articles de référence ou si vous connaissez des sites web de qualité traitant du thème abordé ici, merci de compléter l'article en donnant les références utiles à sa vérifiabilité et en les liant à la section « Notes et références ».
Le Berceau vide est un téléfilm américain réalisé par Paul Schneider et diffusé en 1993.

## Synopsis
Un mort né est apparu a une jeune femme et en réalité il a été kidnapper.

## Fiche technique
- Titre original : Empty Cradle
- Réalisateur : Paul Schneider
- Durée : 96 min
- Pays :  États-Unis

## Distribution
- Kate Jackson : Rita Hohman Donahue
- Lori Loughlin (VF : Spohie Gormezano) : Jane Morgan
- Eriq La Salle : Détective Rick Knoll
- David Lansbury : Bob Morgan
- Jonah Blechman : Patrick
- Penny Johnson Jerald : Gail Huddle
- Michelle Joyner : Sharon
- Camilla Belle : Sally Morgan
- Zachary Browne : Sam Morgan
- Elizabeth Daily : Theresa Richland
- Blake Gibbons : Tom Burke
- Don Yesso : Frank Donahue